# 特雷宾
特雷宾（德語：Trebbin，發音：[tʁɛˈbiːn] ⓘ）是德国勃兰登堡州泰尔托-弗莱明县的城市，面积126.37平方千米，2023年12月31日人口为9,964人。